# Hayley Ladd
Hayley Elizabeth Ladd (Dacorum, 6 ottobre 1993) è una calciatrice gallese, difensore o centrocampista dell'Everton e della nazionale gallese.

## Carriera

### Club
Hayley Ladd nasce a Dacorum, borough dell'Hertfordshire, Inghilterra, e appassionandosi al gioco del calcio decide di tesserarsi con il St Albans City dove gioca nelle sue formazioni giovanili (Youth).
Dal 2009 si trasferisce all'Arsenal, formazione interamente femminile iscritta alla FA Women's Premier League National Division, l'allora livello di vertice del campionato inglese. Inserita in rosa come riserva, dopo aver presenziato in panchina in solo quattro occasioni, grazie anche all'interessamento dell'allora selezionatore delle nazionali giovanili femminili gallesi, il finlandese Jarmo Matikainen, nell'agosto 2012 viene ceduta con la formula del prestito al Kokkola Futis 10, squadra iscritta alla Naisten Liiga, indossando la maglia della squadra di Kokkola fino al termine del campionato, congedandosi con 12 presenze.

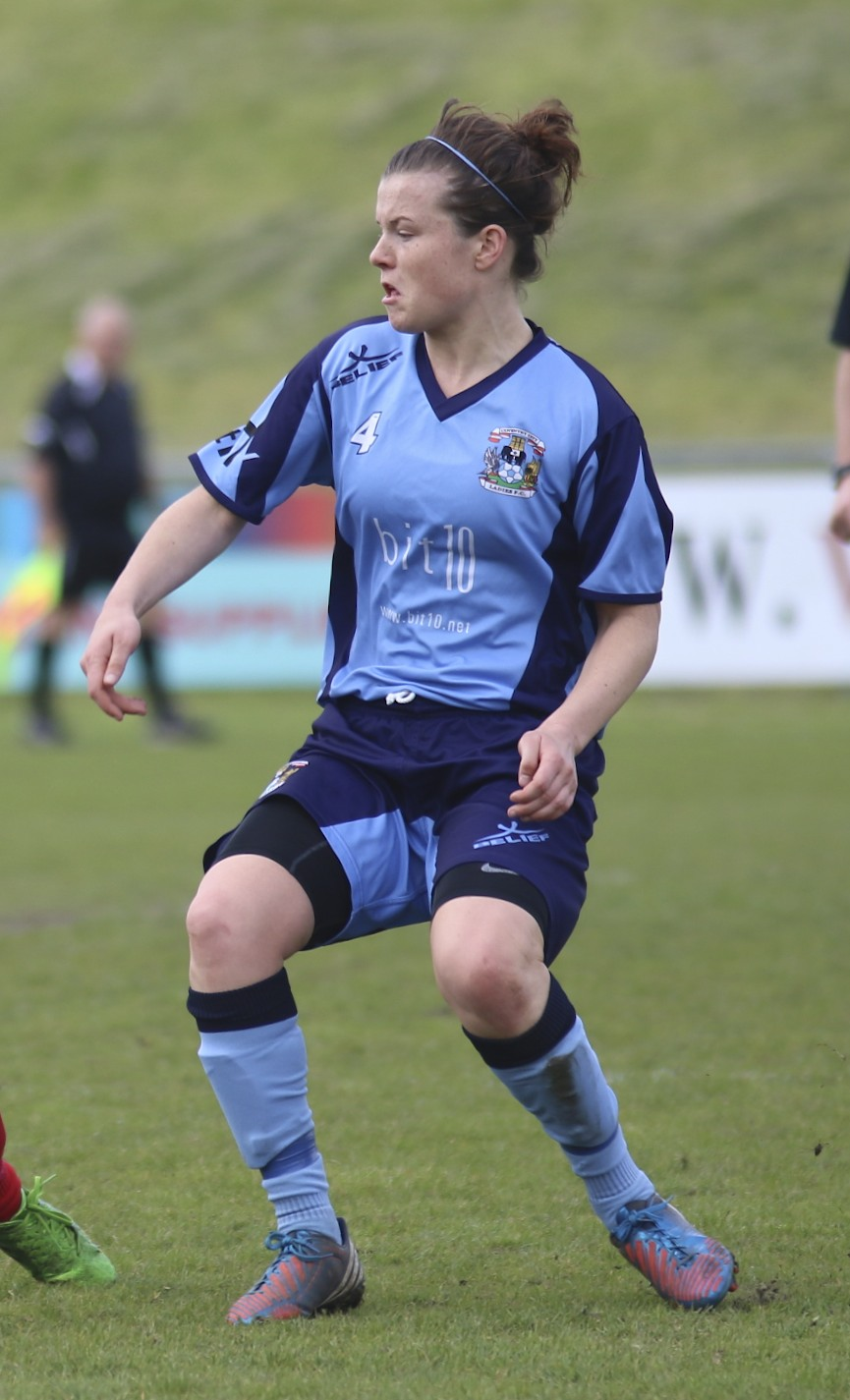
Ladd con la maglia del nel 2014.

Esauriti gli oneri contrattuali, Ladd fa ritorno in Inghilterra, dove l'Arsenal nuovamente la cede in prestito al Coventry City, sodalizio che si concretizzò con il suo trasferimento definitivo e che si protrasse fino al 2015.
Nel 2015 si trasferisce al Bristol Academy, squadra con cui grazie al secondo posto conquistato nel campionato di FA WSL1 2013 fa il suo debutto all'edizione 2014-2015 di UEFA Women's Champions League ai quarti di finale, dove la sua squadra fu eliminata dall'1. FFC Francoforte con un complessivo 12-0 tra andata e ritorno. Condivide le sorti della squadra che al termine della stagione viene retrocessa in FA Women's Super League 2, avendo concluso il campionato all'ultimo posto.
Ladd rimane con il club di Bristol anche le due stagioni successive, con la squadra che muta la sua denominazione in Bristol City, condividendone il percorso che la vede raggiungere nel 2016, pure a pari punti (39), il secondo posto dietro allo Yeovil Town, e nel 2017, nella cosiddetta Spring Series con il campionato ridotto, l'ottavo posto in FA WSL 1.
Dalla stagione 2017-2018 formalizza il suo passaggio al Birmingham City, rimanendo sempre in FA WSL 1, club con il quale rimane anche la stagione successiva per poi decidere di non rinnovare il contratto propostole. Qui condivide con le compagne un percorso che vede la sua squadra ottenere lusinghieri risultati in campionato, rispettivamente un 5º posto in FA Women's Super League 1 2017-2018 e un 4º in FA Women's Super League 2018-2019, meno significativi invece nelle due coppe nazionali disputate dal Birmingham City.
Nel gennaio 2025 viene annunciato il suo trasferimento all'Everton.

### Nazionale
Ladd viene convocata dalla Federcalcio gallese (FAW) per indossare la maglia della formazione under 19 nel 2011, dove fa il suo debutto in una competizione UEFA il 31 marzo di quell'anno, in occasione del secondo turno di qualificazione al Campionato europeo di categoria di Italia 2011, nell'incontro dove il Galles pareggia 1-1 con le avversarie pari età della Germania. Gioca tutti i tre incontri della fase ma pur qualificandosi alle spalle della Germania e tra le migliori seconde, la squadra non riesce ad accedere alla fase finale a favore del Belgio in virtù della maggiore quantità di reti realizzate. Inserita in rosa anche nella squadra che partecipa alle qualificazioni all'Europeo U19 di Turchia 2012, viene impiegata nei primi tre incontri della prima fase e nel primo, dove è autrice anche della rete del definitivo 2-0 sull'Austria, della seconda fase; la squadra però perdendo gli altri due incontri non riesce ancora una volta a qualificarsi alla fase finale.
Sempre nel 2011 avviene la sua prima convocazione nella nazionale maggiore, inserita in rosa dal selezionatore Jarmo Matikainen per l'impegno in Algarve Cup per l'edizione di quell'anno, tuttavia per il debutto deve attendere il 15 giugno, nell'incontro amichevole giocato a Savièse, in Svizzera, contro la Nuova Zelanda, dove rileva all'87' Helen Lander.
Negli anni successivi prima Matikainen e di seguito Jayne Ludlow, che lo sostituì sulla panchina delle Dragons nel 2014, le concessero sempre maggiore fiducia, convocandola regolarmente in occasione delle qualificazioni agli Europei di Svezia 2013 e Paesi Bassi 2017, oltre che a quelle per i Mondiali di Canada 2015 e Francia 2019, dove durante questi ultimi il 24 novembre 2017 segna il suo primo gol, quello della vittoria, al Kazakistan. Durante questo periodo non riesce però mai a festeggiare con le compagne l'accesso a una fase finale di un torneo UEFA o FIFA e la migliore prestazione con la nazionale rimane un doppio sesto posto in Cyprus Cup nelle edizioni 2016 e 2017.
La fiducia in Ladd non venne meno quando nel 2021 arriva Gemma Grainger ad allenare il Galles, ma è sotto la gestione Rhian Wilkinson, che la rileva dal 2024, che arriva per lei e le compagne di nazionale la prima soddisfazione internazionale, la qualificazione all'Europeo di Svizzera 2025 ottenuta superando l'Irlanda nella doppia sfida dei play-off di qualificazione, fornendo nella partita di ritorno, la sua presenza numero 99, un'ottima prestazione nonostante il suo limitato utilizzo in campionato.
Il 21 febbraio 2025, in occasione del primo incontro della Lega A dell'edizione 2025 della UEFA Women's Nations League, gioca la sua centesima partita in nazionale maggiore, il decimo giocatore, tra uomini e donne, di questa disciplina sportiva a raggiungere tale traguardo.